# Birger Verstraete
Birger Danny Verstraete (* 16. April 1994 in Ostende) ist ein belgischer Fußballspieler, der seit 2024 beim Erstligisten Oud-Heverlee Löwen unter Vertrag steht. Er wird hauptsächlich im defensiven und zentralen Mittelfeld eingesetzt und absolvierte 11 Länderspiele für verschiedene belgische Nationalmannschaften.

## Karriere
Nachdem er sieben Jahre in den Jugendmannschaften seines Heimatvereines KV Ostende gespielt hatte, wechselte er im Sommer 2009 noch innerhalb des Nachwuchsbereiches zum FC Brügge.
Dort begann auch im Sommer 2012 seine Profikarriere. In der Saison 2014/15 wurde er für ein Jahr an den damaligen Aufsteiger Royal Excel Mouscron ausgeliehen.
Im Sommer 2015 wechselte Verstraete zum KV Kortrijk, wo er erstmals bei einer größeren Anzahl von Spielen tatsächlich eingesetzt wurde. Im Januar 2017 wechselte er von dort mit einem Vertrag für 3½ Jahren zum KAA Gent.
Der Mittelfeldspieler wechselte zur Saison 2019/20 zum deutschen Bundesligisten 1. FC Köln, bei dem er einen bis Juni 2023 gültigen Vertrag erhielt. Nachdem er bei neun Pflichtspielen für den 1. FC Köln auf dem Platz stand, stand er seit dem Jahreswechsel 2019/20 nicht mehr im Spieltagskader.
Anfang Mai 2020 hatte sich Verstraete in einem Interview mit dem flämischen Fernsehen VRT kritisch zur geplanten Wiederaufnahme des Spielbetriebes in der Bundesliga nach der Unterbrechung infolge der COVID-19-Pandemie geäußert. Zu diesem Zeitpunkt wurde beim 1. FC Köln noch in Kleingruppen trainiert, und zwei Spieler und ein Physiotherapeut seiner Gruppe waren positiv getestet wurden. Ihm stehe nicht der Sinn nach Fußball. Nach einem Gespräch mit dem 1. FC Köln wurde sich auf Übersetzungsfehler diesbezüglich berufen.
Mitte Juni 2020 wurde zur Saison 2020/21 mit dem belgischen Erstdivisionär Royal Antwerpen eine einjährige Leihe vereinbart, der Leihvertrag enthält eine Kaufoption. Für das am 1. August 2020 durchgeführte Pokalendspiel der Saison 2019/20 war Verstraete allerdings nicht spielberechtigt, da er in der alten Saison nicht zum Kader von Antwerpen gehörte. Bereits Anfang November 2020 übte Antwerpen die bei der Ausleihe vereinbarte Kaufoption aus, so dass Verstraete endgültig nach Antwerpen wechselte.
In der Saison 2020/21 bestritt Verstraete 23 von 40 möglichen Ligaspielen für Antwerpen, bei denen er ein Tor schoss, sowie zwei Pokal- und sechs Europapokal-Spiele. In der nächsten Saison waren es 31 von 40 möglichen Ligaspielen, in denen er zwei Tore schoss, ein Pokalspiel sowie acht Spiele in der Europa League einschließlich Qualifikation. Im Laufe der Saison erhielt er insgesamt 10 gelbe und eine rote Karte, so dass er insgesamt vier Spiele wegen entsprechender Sperren versäumte. In der Saison 2022/23 bestritt er 4 von 7 möglichen Ligaspielen für Antwerpen sowie alle sechs Qualifikationsspiele zur Conference League, bevor er Anfang September 2022 für den Rest der Saison an den Ligakonkurrenten KV Mechelen verliehen wurde. Er bestritt 20 von 27 möglichen Ligaspielen, in denen er zwei Tore schoss, sowie fünf Pokalspiele für Mechelen.
In der Saison 2023/24 gehörte er zunächst wieder zum Kader von Antwerpen, bestritt aber kein Spiel für den Verein. Mitte September 2023 wechselte er zum griechischen Erstligisten Aris Thessaloniki, bei dem er einen Vertrag mit einer Laufzeit von zwei Jahren unterschrieb.
Im Sommer 2024 kehrte er nach Belgien zurück und wechselte zu Oud-Heverlee Löwen.

## Nationalmannschaft
Zwischen 2012 und 2016 kam Verstraete zu insgesamt zehn Einsätzen für die belgische U19- bzw. U21-Nationalmannschaft.
Am 7. September 2018 stand er beim Freundschaftsspiel in Schottland zum bisher einzigen Mal in der A-Nationalmannschaft auf dem Platz. Beim 4:0-Sieg in Glasgow wurde Verstraete in der 85. Minute für Mousa Dembélé eingewechselt.